# Масове отруєння метанолом у Пярну
Масове отруєння метанолом у Пярну (ест. Pärnu metanoolitragöödia) сталося на заході Естонії 9—10 вересня 2001 року. Внаслідок отруєння 68 осіб загинули, 43 особи стали інвалідами. За кількістю жертв це отруєння залишалося найбільшим за масштабами на пострадянському просторі до масового отруєння метиловим спиртом в Іркутську 2016 року.

## Хронологія
Отруєння стало наслідком змови кількох робітників комбінату «Baltfet», які викрали два десятки каністр із метиловим спиртом. Спільники розлили його в горілчані пляшки з етикетками елітних марок та пустили в продаж у Пярну та Пярнуському повіті. Розслідування злочину почалося лише після того, як лікарі зафіксували кілька летальних випадків, викликаних отруєнням метиловим спиртом. Під час поліцейських рейдів у Пярну знайдено дві ємності з 400 літрами метилового спирту. Цієї кількості достатньо для того, щоб умертвити 13 тис. осіб, що становить 1 % населення Естонії. Внаслідок оперативних дій на лаві підсудних опинилися 19 осіб, серед них Сергій Майстришин, Денис Плечкін, Роберт Петров та Олександр Соболєв, усі отримали невеликі терміни ув'язнення.

## Наслідки
Суд ухвалив позбавити Майстришина волі на 5 років, Соболєва на 2,5 роки, хоча під час засідань у пресі фігурували покарання у вигляді довічного ув'язнення для Майстришина та 7—8 років для його спільників. Надзвичайно короткі терміни породили масу чуток у народі та пресі, але в решті-решт, привели до швидкого занепаду ринку фальсифікованої лікеро-горілчаної продукції в Естонії.[джерело?]